# 'Na fotografia/Pazzerella
‘Na fotografia/Pazzerella, pubblicato nel 1963, è un singolo del cantante italiano Mario Trevi

## Storia
Il disco contiene due brani inediti di Mario Trevi. Nel brano  ‘Na fotografia Trevi veste anche i panni di autore, con lo pseudonimo Iverta (Trevi al contrario).

## Tracce
Lato A
- ‘Na fotografia (Fiorini-Iverta-Garri)

Lato B
- Pazzerella (Scognamiglio-Manzo)

## Incisioni
Il singolo fu inciso su 45 giri, con marchio Durium- serie Royal (QCA 1291).
Direzione arrangiamenti: M° Eduardo Alfieri.